# Lama (parroquia)
Lama[cita requerida] (oficialmente San Salvador da Lama) es una parroquia española del municipio de La Lama, perteneciente a la provincia de Pontevedra, en la comunidad autónoma de Galicia.

## Historia
Hacia mediados del siglo XIX, la parroquia, ya por entonces perteneciente a La Lama, tenía contabilizada una población de ochocientos habitantes. Aparece descrita en el décimo volumen del Diccionario geográfico-estadístico-histórico de España y sus posesiones de Ultramar de Pascual Madoz con las siguientes palabras:

LAMA (San Salvador): felig., cap. del ayunt. de su nombre en la prov. de Pontevedra (4 leg.), part. jud. de Puente-Caldelas (1), dióc. de Tuy (8). sit. entre el monte Ceo y el r. Berdugo; la combaten principalmente los vientos N. y S.; el clima es frio y húmedo; y las enfermedades comunes fiebres pútridas, nerviosas, gástricas y biliosas. Tiene 200 casas distribuidas en el l. de su nombre, y en los de Fontecoba, Ladeira, Portela, Sta. Ana, Souteleira y Subcastro; escuela de primeras letras, frecuentada por 40 niños, cuyo maestro se halla dotado con 100 ducados anuales; y casa de ayunt. en cuyo piso bajo se halla la cárcel. La igl. parr. (San Salvador), está servida por un cura de primer ascenso y patronato troncal hereditario. Tambien hay una ermita dedicada á Sta. Ana en la ald. de este nombre; y en la cúspide de un cerro inmediato á la igl., existen las ruinas de una pequeña y ant. fortaleza conocida por los hab. con el nombre de Castro. Confina el térm. N., felig. de Santiago de Antas; E. con la de San Pedro de Gajate; S. la de Sta. Eulalia de Caldelas, y O, con el r. Berdugo. El terreno participa de monte y llano y es de Inferior calidad: brotan en él distintas fuentes de aguas recias, y por el O. pasa el espresado r. Berdugo, quedando al E. de la felig. el mencionado monte Ceo. Los caminos son locales, atravesando tambien por el térm. el que desde Caldelas dirige á Carballino y Orense. El correo se recibe en Caldelas. prod.: centeno, maiz y patatas; se cria ganado vacuno, de cerda, lanar y cabrío; hay caza de liebres, perdices y conejos; y pesca de truchas en el r. Berdugo. pobl.: 200 vec., 800 almas. contr. (V. las demas felig. que componen el ayunt.)
(Madoz, 1847, pp. 47-48)

En 2023, tenía empadronados 589 habitantes.